# Neuville-aux-Bois
Neuville-aux-Bois település Franciaországban, Loiret megyében. Lakosainak száma 4984 fő (2022. január 1.). Neuville-aux-Bois Aschères-le-Marché, Attray, Bougy-lez-Neuville, Chilleurs-aux-Bois, Crottes-en-Pithiverais, Loury és Villereau községekkel határos.

## Népesség
A település népességének változása:
| Lakosok száma | 2809 | 3593 | 3870 | 3989 | 4244 | 4469 | 4714 | 4947 | 4978 | 4984 |
|               | 1968 | 1982 | 1990 | 2006 | 2013 | 2015 | 2017 | 2019 | 2020 | 2022 |